# Huerces
Huerces (Samartín de Güerces en asturiano y oficialmente) es una parroquia perteneciente al Distrito Rural del concejo de Gijón (Principado de Asturias, España).
En 2022 tenía una población de 347 habitantes
Limita al sur con Siero, sirviendo de divisoria el pico de San Martín, de 519 metros de altitud.
Hasta los años 1990 era una área muy poco poblada que vivía básicamente de la agricultura y la cercana mina de La Camocha. Desde la última década del siglo XX pasó a ser una zona residencial de Gijón con un considerable aumento de chalets y viviendas unifamiliares.

## Toponimia
El nombre vernáculo de la parroquia se compone de dos elementos. El primero es el nombre de santo Samartín ("San Martín"). El segundo es Güerces, de origen desconocido. De acuerdo con el libro Diccionario toponímico del concejo de Gijón, escrito por el filólogo Ramón d'Andrés, el topónimo se escribe en palabras separadas porque cada una de ellas conserva su acento propio.
El mencionado autor también recoge una hipótesis que intenta explicar el origen de la denominación Güerces. Ramón d'Andrés propone que esta procede del latín vulgar hordeas, femenino plural de hordeus ("de la cebada", lo cual hace referencia a la planta de la especie Hordeum vulgare). Güerces derivaría entonces de una expresión como terras hordeas ("tierras que dan cebada"). El filólogo cree que la evolución regular llevaría de hordeas a Uerzes, dando lugar a Güerzes, que pudo ser asimismo Buerzes. De hecho, en la documentación histórica del topónimo se ven ambas variantes.

## Poblaciones
Según el nomenclátor de 2019, la parroquia comprende cuatro poblaciones. Seguidamente se listan sus nombres, indicando entre paréntesis su denominación en asturiano, que tiene carácter oficial:
- Cabuezo (Cagüezo), aldea.
- Monte (El Monte), lugar.
- Santa Cecilia (Santecía), lugar.
- Villaverde, lugar.